# Christian Probst
Christian Probst (* 7. Dezember 1935 in München; † 3. Januar 1994 in Bad Tölz) war ein deutscher Medizinhistoriker und Medizinsoziologe.

## Leben
Probst studierte Medizin, Mittlere und Neuere Geschichte sowie Philosophie an den Universitäten Würzburg, Montpellier, Berlin, Wien, Göttingen und Münster. Seit dem Studium gehörte er der Münsterer Burschenschaft Franconia an. Er wurde 1961 an der FU Berlin zum Dr. med. und 1969 an der Universität Göttingen zum Dr. phil. promoviert. 1971 wurde er an der Medizinischen Fakultät der Universität Münster habilitiert. Ab 1972 lehrte er zunächst als Wissenschaftlicher Rat und später als außerordentlicher Professor Geschichte der Medizin und medizinische Soziologie an der TU München.
Von 1974 bis 1986 war er Vorsitzender der Gesellschaft für burschenschaftliche Geschichtsforschung. Er war langjähriges Mitglied der CSU.
Christian Probst verstarb 1994 in Bad Tölz mit 58 Jahren.

## Publikationen (Auswahl)
- Zwei unbekannte Briefe des Chirurgen Heinrich von Pfalzpaint aus dem Jahre 1453. In: Sudhoffs Archiv. Band 50, 1966, S. 69–78.
- Johann Bernhard Wilbrand (1779–1846) und die Physiologie der Romantik. In: Sudhoffs Archiv. Band 50, 1966, S. 157–178.
- Das Hospitalwesen im hohen und späten Mittelalter und die geistliche und gesellschaftliche Stellung des Kranken. In: Sudhoffs Archiv. Band 50, 1966, S. 246–258. Auch in: Gerhard Baader, Gundolf Keil (Hrsg.): Medizin im mittelalterlichen Abendland. Darmstadt 1982 (= Wege der Forschung. Band 363), S. 260–274.
- Heinrich von Pfalzpaint. In: Klemens Wieser (Hrsg.): Acht Jahrhunderte Deutscher Orden. Godesberg 1967, S. 229–238.
- Der Weg des ärztlichen Erkennens bei Heinrich von Mondeville. In: Gundolf Keil, Rainer Rudolf, Wolfram Schmitt und Hans J. Vermeer (Hrsg.): Fachliteratur des Mittelalters. Festschrift Gerhard Eis. Stuttgart 1968, S. 333–358.
- Der Deutsche Orden und sein Medizinalwesen in Preußen. Hospital, Firmarie und Arzt bis 1525. Wissenschaftliches Archiv, Bad Godesberg 1969 (= Quellen und Studien zu Geschichte des Deutschen Ordens. Band 29); Nachdruck: Elwert, Marburg 1994, ISBN 3-7708-1038-4 (Nachdruck der Ausgabe 1969). Zugleich Philosophische Dissertation, Universität Göttingen, 1969.
- Der Weg des ärztlichen Erkennens am Krankenbett. Hermann Boerhaave und die ältere Wiener medizinische Schule (= Sudhoffs Archiv. Beiheft 15). Steiner, Wiesbaden 1973 (Habilitationsschrift, Universität Münster, 1971; bloß Band 1: 1701–1787 erschienen).
- Lieber bayrisch sterben. Der bayerische Volksaufstand der Jahre 1705 und 1706. Süddeutscher Verlag, München 1978, ISBN 3-7991-5970-3.
- Christentum und Grüne. Verbindendes und Trennendes. Eine vergleichende Gegenüberstellung. Kirchheim, München 1987; 2. Auflage 1988, ISBN 3-87410-029-4.
- Fahrende Heiler und Heilmittelhändler. Medizin von Marktplatz und Landstrasse. Rosenheimer, Rosenheim 1992, ISBN 3-475-52719-7.
- Der altdeutsche Eichenmisteltraktat in einem baierischen Textzeugnis aus dem späten 18. Jahrhundert. In: Josef Domes, Werner E. Gerabek, Bernhard Dietrich Haage, Christoph Weißer, Volker Zimmermann (Hrsg.): Licht der Natur. Medizin in Fachliteratur und Dichtung. Festschrift für Gundolf Keil zum 60. Geburtstag. Kümmerle, Göppingen 1994 (= Göppinger Arbeiten zur Germanistik, 585), ISBN 3-87452-829-4, S. 293–305.